# 申福帝姬
申福帝姬（1113年—1114年），本名不明，為北宋第八代皇帝宋徽宗的皇女，王賢妃所生。
政和三年（1113年）七月，改公主为帝姬，封申福帝姬。政和四年（1114年）二月早殇，追封沖慧。